# Про рибалку і його жінку
«Про рибалку і його жінку» (нім. Von dem Fischer und seiner Frau) — казка, опублікована братами Грімм у збірці «Дитячі та сімейні казки» (1812, том 1, казка 19). Згідно з класифікацією казкових сюжетів Аарне-Томпсона має номер 555. Джерелом для їхньої версії послугував рукопис казки, який 1809 року їм передав Філіпп Отто Рунге.
Опираючись на сюжет братів Грімм, Олександр Пушкін написав твір «Казка про рибака та рибку», де образ камбали замінено золою рибкою.

## Сюжет
Головним персонажем є бідний рибалка, який разом зі своєю жінкою мешкає у хижі, зліпленій зі старого судна. Одного дня йому вдається спіймати велику камбалу, яка вміла говорити людською мовою. Камбала сказала, що насправді вона не риба, а лише зачарована принцеса і попросила випустити її. Коли рибалка повернувся додому і розповів дружині про свою пригоду, та обурилася, що він випустив чарівну рибку без виконання якогось бажання і наказала йому повернутися і попросити у камбали порядну хату. Рибалка неохоче повернувся на узбережжя та покликав рибку, яка випливла і виконала його прохання. Коли рибалка повернувся додому, він побачив нову хату, замість своєї старої хижі, і був переконаний, що тепер його жінка буде щаслива. Однак жінка раділа тільки декілька днів і більше не хотіла жити у хаті, а тільки у замку. Рибалка знову подався до рибки та попросив палац для своєї дружини. Але і цього для неї не вистачило. Наступним її бажанням стало те, щоб рибка зробила з неї королеву. Коли рибалка прийшов до камбали ще раз і сказав, що його жінка тепер хоче бути сонцем, рибка відповіла: «Іди додому. Вона знову сидить у своїй старій хижі». Так вони й досі сидять, якщо не померли.

## Екранізація
- «Про рибалку і його жінку» (нім. Vom Fischer und seiner Frau) — німецький фільм 2013 року.